# Snail Bob
Snail Bob (с англ. — «Улитка Боб») — компьютерная игра в жанре головоломки, разработанная компанией Hunter Hamster. Сначала игра вышла только для Adobe Flash Player, а потом была портирована на HTML5, iOS и Android.

## Описание
Цель игры — помочь улитке найти дорогу к своему новому дому.

## Оценки и мнения
| Сводный рейтинг    | Сводный рейтинг |
| Агрегатор          | Оценка          |
| ------------------ | --------------- |
| Metacritic         | 80/100          |
| Иноязычные издания |                 |
| Издание            | Оценка          |
| AppAdvice          | [ 5 ]           |
| 148Apps            | [ 6 ]           |
| AppSpy             | 4/5             |
| PocketGamer        | [ 8 ]           |

Игра Snail Bob получила положительные отзывы игровых ресурсов. Так, игра получила 80 баллов из 100 возможных на сайте Metacritic, основываясь на 4 рецензиях. AppAdvice дал игре 5 из 5 звезд с комментарием: «Как и другие игры Chillingo, такие как Electric Tentacle и Cosmic Bump, Snail Bob предлагает очаровательные визуальные эффекты и подходящий народный саундтрек. В сочетании с увлекательным и сложным решением головоломок, по нашему мнению, что эта игра подходит для людей всех возрастов». AppSpy дал игре 4 из 5 баллов с комментарием: «В отличие от многих других головоломок, предназначенных для более молодой аудитории, в игре „Улитка Боб“ проделана кропотливая работа по созданию каждого уровня, предоставляя множество новых игровых механик для исследования и тестирования, — это идеальная пища для растущих умов». 148Apps дал игре 4 и 5 звезд с комментарием: «Весело, легко играть, игра хорошо выглядит и в ней много интересных задач. Улитка Боб подойдет для детей. Определенно стоит играть!». PocketGamer дал игре 3,5 и 5 звезд с комментарием: «Улитка Боб не заставит твое сердце биться чаще из-за оригинальности, художественного стиля или картинки, но это очень хорошо продуманная физическая головоломка».